# Apple Watch
Apple Watch je pametna ura ameriškega proizvajalca Apple Inc.. V prodaji je od 24. aprila 2015,   na voljo so tri verzije: Apple Watch Sport, Apple Watch, in Apple Watch Edition. Ura je preko Wi-Fi-ja ali Bluetooth-a povezljiva z drugimi Applovimi izdelki, npr. IPhone 5 ali kasnejši (iOS 8.2 ali kasnejši). Ura uporablja operacijski sistem Watch OS in zaslon občutljiv na dotik.
Apple Watch ima vgrajen pospeškomer, barometer, žiroskop in merilec srčnega utripa.
Vgrajeno ima polnilno Li-ion baterijo s kapaciteto 200 mAh, kar omogoča okrog 6,5 ur poslušanja glasbe, 3 ure pogovora ali 72 ur pripravjenosti v načinu Power reserve.
- Apple Watch